# KHDC1L
KHDC1L (англ. KH domain containing 1 like) – білок, який кодується однойменним геном, розташованим у людей на 6-й хромосомі. Довжина поліпептидного ланцюга білка становить 128 амінокислот, а молекулярна маса — 14 546.
| 10         |  | 20         |  | 30         |  | 40         |  | 50         |
| ---------- |  | ---------- |  | ---------- |  | ---------- |  | ---------- |
| MAVGTSALSK |  | EPWWTLPENF |  | HSPMVFHMEE |  | DQEELIFGLD |  | DTYLRCIELH |
| SHTLIQLERC |  | FTATGQTRVT |  | VVGPPMAKQW |  | LLLMFHCVGS |  | QDSKCHARGL |
| KMLERVRSQP |  | LTNDDLVTSV |  | SLPPYTGD   |  |            |  |            |

A: Аланін

C: Цистеїн

D: Аспарагінова кислота

E: Глутамінова кислота

F: Фенілаланін

G: Гліцин

H: Гістидин

I: Ізолейцин

K: Лізин

L: Лейцин

M: Метіонін

N: Аспарагін

P: Пролін

Q: Глутамін

R: Аргінін

S: Серин

T: Треонін

V: Валін

W: Триптофан